# Bre Payton
Breanna Claire Payton, conocida como Bre Payton, (San Diego, California; 8 de junio de 1992-28 de diciembre de 2018) fue una periodista, y redactora del periódico digital The Federalist, entre otros medios.

## Biografía
La hija de George y Cindy Payton, nació en California el 8 de junio de 1992. Se graduó en 2015 como periodista en el Patrick Henry College enPurcellville, Virginia.
Payton se dedicó al periodismo político. Ella trabajó como periodista para el sitio web de noticias The Federalist y fue una comentarista sobresaliente en Fox News, Fox Business y One America News Network, que tiene su sede en San Diego. También trabajó como escritora independiente para la revista World Magazine y como reportera para el sitio de noticias en línea, WatchDog.  Bre se unió a The Federalist en abril de 2015.

## Muerte y controversia
Falleció el viernes 28 de diciembre. Su familia indicó que su muerte se debió a complicaciones provocadas por el virus H1N1, también conocido como gripe porcina, y encefalitis.
Tras su muerte, algunos medios dieron a entender que Payton estaba a favor de las campañas en contra de la vacunación. aunque según su editor, Benjamin Domenech, esto no era así y el malentendido se debió a un mensaje escrito en su adolescencia en la red social Twitter donde se burlaba del estado de California donde estaban disminuyendo las tasas de vacunación y que no tenía relación con sus ideales presentes.